# Savage Ridge
Savage Ridge är en bergstopp i Antarktis. Den ligger i Östantarktis. Nya Zeeland gör anspråk på området. Toppen på Savage Ridge är 1 973 meter över havet.
Terrängen runt Savage Ridge är kuperad åt nordväst, men åt sydost är den bergig. Trakten är obefolkad. Det finns inga samhällen i närheten. 